# Lutte inégale
 (juillet 2019).
Si vous disposez d'ouvrages ou d'articles de référence ou si vous connaissez des sites web de qualité traitant du thème abordé ici, merci de compléter l'article en donnant les références utiles à sa vérifiabilité et en les liant à la section « Notes et références ».
Pour plus de détails, voir Fiche technique et Distribution.
Lutte inégale (Cat's Paw) est un court métrage d'animation de la série des Looney Tunes réalisé par Robert McKimson, mettant en scène Grosminet et son fils et sorti en 1959.

## Fiche technique
- Patrick Préjean : Grosminet
- Jean-Loup Horwitz : Junior